# Estación de Miraflores de la Sierra
Miraflores de la Sierra es una estación de ferrocarril situada en el municipio español de Miraflores de la Sierra, en la Comunidad de Madrid. La estación, perteneciente al ferrocarril directo Madrid-Burgos, en la actualidad carece de servicio de viajeros. Las instalaciones se encuentran al final de la Calle de la Estación, en un desvío de la carretera M-610.

## Situación ferroviaria
La estación pertenece a la línea férrea de ancho ibérico Madrid-Burgos, situada en su punto kilométrico 49,4. Se halla entre las estaciones de Soto del Real y Bustarviejo-Valdemanco. El tramo es de vía única y está sin electrificar.

## Historia
Las instalaciones ferroviarias de Miraflores de la Sierra forman parte del ferrocarril directo Madrid-Burgos. Esta línea fue inaugurada en julio de 1968, tras haberse prolongado las obras varias décadas. En Miraflores de la Sierra solían parar los trenes regionales de esta línea pero tras la eliminación de estos trenes en el año 1993 la estación se quedó sin servicio de viajeros. Desde enero de 2005, con la extinción de la antigua RENFE, el ente Adif pasó a ser el titular de las instalaciones ferroviarias. Tras el derrumbe en el túnel de Somosierra, en 2011, no circulan servicios ferroviarios por este tramo.

### Ampliación de la línea
El Plan de Infraestructuras Ferroviarias de Cercanías para Madrid, establecido por el ministerio de Fomento para los años 2009-2015, proyectó la ampliación de la red de cercanías hasta la estación de Soto del Real, ubicada a 13 kilómetros de la estación de Miraflores. Sin embargo, en la actualidad dicha ampliación aún no se ha completado.